# Un gentilhomme
Un gentilhomme è un romanzo francese di Octave Mirbeau, pubblicato nel 1920, dopo la sua morte, dalla sua vedova, Alice Regnault, e rimasto incompiuto. Non è stato tradotto in italiano.

## Concezione e storia editoriale
A metà degli anni 1890 Octave Mirbeau cominciò a pensare ad un romanzo sul latifondo. Verso 1900, voleva fare di questo romanzo, per la Francia dell'ultimo quarto di secolo del Novecento, l'equivalente del monumentale romanzo di Lev Tolstoj Guerra e pace per la Russia del primo quarto.  Ma i tre capitoli pubblicati dalla vedova dello scrittore si interrompono bruscamente alla vigilia del golpe di Mac-Mahon (16 maggio 1877), che doveva essere l'inizio della lunga narrazione.
Sembra che il tentativo ambizioso del romanziere sia stato al di sopra delle sue forze. Inoltre, questo progetto era probabilmente incompatibile colla sua evoluzione romanzesca da dieci anni. Mentre aveva scelto, sempre di più, narrazioni decostrutte, e per conseguenza sconcertanti per i lettori, come, per esempio, Il giardino dei supplizi e Les 21 jours d'un neurasthénique, l'ampio soggetto sognato l'avrebbe costretto a costruire rigorosamente la narrativa e a dare molte spiegazioni storiche, come se la realtà umana fosse intelligibile, sia esattamente il contrario di ciò che Mirbeau pensava della storia.
Tuttavia i capitoli pubblicati sono molto interessanti per la conoscenza dei primi passi di Mirbeau nella sua carriera di professionale di scrittore. Come il suo narratore, Charles Varnat, Octave Mirbeau ha dovuto lavorare come segretario particolare di un signorotto normanno e bonapartista, tale il marchese d'Amblezy-Sérac del romanzo, e servire le sue ambizioni politiche, purtroppo contrarie alle sue idee. Per circa dieci anni lo scrittore è stato costretto, per guadagnarsi il pane, a scrivere per gli altri e ha conservato, di questo periodo difficile della sua vita, il ricordo di tante umiliazioni e frustrazioni. Questo tipo di proletariato intellettuale, lo paragona spesso, in peggio, alla prostituzione e alla servitù domestica.